# AFC East

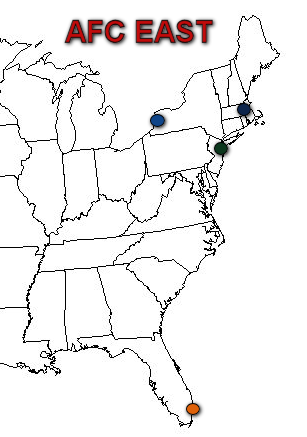
Rozmístění týmů v rámci divize

AFC East je divize American Football Conference (AFC, Americké fotbalové konference) National Football League (NFL, Národní fotbalové ligy). Má čtyři členy: Buffalo Bills, Miami Dolphins, New England Patriots (do roku 1970 jako Boston Patriots) a New York Jets (dříve pod jménem Titans). Všichni jsou bývalými členy AFL, tři z nich dokonce zakládajícími (Dolphins se přidali v roce 1966).
Divize byla vytvořena v roce 1960 jako AFL Eastern Division. Bills, Patriots a (New York) Titans doplňují Houston Oilers, v roce 1966 rovněž Dolphins. Během sloučení AFL a NFL byla absorbována téměř neporušená, pouze Houston se přestěhoval do AFC Central (dříve NFL Century Division, dnes AFC North) a byl nahrazen Baltimore Colts z NFL Coastal Division (dnešní NFC West). I po přesunu do Indianapolisu Colts zůstávají v divizi až do rozšíření NFL na 32 týmů v roce 2002.
Přestože Miami leží výrazně jižněji než sídla ostatních týmů, která se nacházejí na severovýchodě USA, panuje mezi všemi čtyřmi týmy silná rivalita už od šedesátých let. Žádný z týmů AFC East v současné době nehraje v hlavním městě své metropolitní oblasti: 
- Bills hrají ve městě Orchard Park na předměstí Buffala.
- Jets hrají v East Rutherfordu, stát New Jersey. Mezi roky 1960 – 63 hráli v newyorské čtvrti Manhattan, ve čtvrti Queens v období 1964 – 1983.
- Dolphins hrají v Miami Gardens na předměstí Miami (přímo v Miami hráli mezi roky 1966 - 1986).
- Patriots hrají ve Foxborough na předměstí massachusettského Bostonu, přestože v období 1960 – 1970 hráli přímo v Bostonu.

Všechny týmy jsou nebo byly trénovány první či druhou generací koučů z líhně Billa Parcellse: Patriots mají Billa Belichicka, Dolphins Tonyho Sparana, Jets Erica Manginiho a Bills Dicka Jaurona. Parcells sám trénoval Patriots (1993 - 1996) a Jets (1997 - 1997) a byl viceprezidentem fotbalových operací u Dolphins až do léta 2010. Divize je také přezdívána „AFC Adams“ podle geografické podobnosti se starou Adamsovou divizí NHL, která nyní existuje jako Severovýchodní divize.

## Složení divize
1960 - 1962 – Čtyři zakládající týmy AFL Eastern Division.
- Boston Patriots
- Buffalo Bills
- Houston Oilers
- New York Titans

1963 - 1965 – New York Titans mění název na New York Jets.
- Boston Patriots
- Buffalo Bills
- Houston Oilers
- New York Jets

1966 - 1969 – Přidávají se Miami Dolphins.
- Boston Patriots
- Buffalo Bills
- Houston Oilers
- Miami Dolphins
- New York Jets

1970 - Během sloučení AFL a NFL se AFL Eastern Division mění na AFC East. Baltimore Colts přicházejí z NFL Capitol Division (přejmenované na NFC East), Houston Oilers odcházejí do AFC Central.
- Baltimore Colts
- Boston Patriots
- Buffalo Bills
- Miami Dolphins
- New York Jets

1971 - 1983 – Boston se stěhuje do Foxborough jako New England Patriots.
- Baltimore Colts
- Buffalo Bills
- Miami Dolphins
- New England Patriots
- New York Jets

1984 - 2001 – Baltimore se stěhuje do Indianapolisu.
- Buffalo Bills
- Indianapolis Colts
- Miami Dolphins
- New England Patriots
- New York Jets

2002 - současnost – Indianapolis se přesouvá do AFC South.
- Buffalo Bills
- Miami Dolphins
- New England Patriots
- New York Jets

## Šampióni divize
| Sezóna               | Tým                  | Bilance | Výsledek v play-off                 |
| -------------------- | -------------------- | ------- | ----------------------------------- |
| AFL Eastern Division |                      |         |                                     |
| 1960                 | Houston Oilers       | 10-4-0  | Vítězství v AFL Championship Game   |
| 1961                 | Houston Oilers       | 10-3-1  | Vítězství v AFL Championship Game   |
| 1962                 | Houston Oilers       | 11-3-0  | Porážka v AFL Championship Game     |
| 1963&                | Boston Patriots      | 7-6-1   | Porážka v AFL Championship Game     |
| 1964                 | Buffalo Bills        | 12-2-0  | Vítězství v AFL Championship Game   |
| 1965                 | Buffalo Bills        | 10-3-1  | Vítězství v AFL Championship Game   |
| 1966                 | Buffalo Bills        | 9-4-1   | Porážka v AFL Championship Game     |
| 1967                 | Houston Oilers       | 9-4-1   | Porážka v AFL Championship Game     |
| 1968                 | New York Jets        | 11-3-0  | Vítězství v Super Bowlu III         |
| 1969                 | New York Jets        | 10-4-0  | Porážka v Inter-Divisional Play-off |
| AFC East             |                      |         |                                     |
| 1970                 | Baltimore Colts      | 11-2-1  | Vítězství v Super Bowlu V           |
| 1971                 | Miami Dolphins       | 10-3-1  | Porážka v Super Bowlu VI            |
| 1972                 | Miami Dolphins       | 14-0-0  | Vítězství v Super Bowlu VII         |
| 1973                 | Miami Dolphins       | 12-2-0  | Vítězství v Super Bowlu VIII        |
| 1974                 | Miami Dolphins       | 11-3-0  | Porážka v AFC Divisional Play-off   |
| 1975                 | Baltimore Colts      | 10-4-0  | Porážka v AFC Divisional Play-off   |
| 1976                 | Baltimore Colts      | 11-3-0  | Porážka v AFC Divisional Play-off   |
| 1977                 | Baltimore Colts      | 10-4-0  | Porážka v AFC Divisional Play-off   |
| 1978                 | New England Patriots | 11-5-0  | Porážka v AFC Divisional Play-off   |
| 1979                 | Miami Dolphins       | 10-6-0  | Porážka v AFC Divisional Play-off   |
| 1980                 | Buffalo Bills        | 11-5-0  | Porážka v AFC Divisional Play-off   |
| 1981                 | Miami Dolphins       | 11-4-1  | Porážka v AFC Divisional Play-off   |
| 1982+                | Miami Dolphins       | 7-2-0   | Porážka v Super Bowlu XVII          |
| 1983                 | Miami Dolphins       | 12-4-0  | Porážka v AFC Divisional Play-off   |
| 1984                 | Miami Dolphins       | 14-2-0  | Porážka v Super Bowlu XIX           |
| 1985                 | Miami Dolphins       | 12-4-0  | Porážka v AFC Championship Game     |
| 1986                 | New England Patriots | 11-5-0  | Porážka v AFC Divisional Play-off   |
| 1987                 | Indianapolis Colts   | 9-6-0   | Porážka v AFC Divisional Play-off   |
| 1988                 | Buffalo Bills        | 12-4-0  | Porážka v AFC Championship Game     |
| 1989                 | Buffalo Bills        | 9-7-0   | Porážka v AFC Divisional Play-off   |
| 1990                 | Buffalo Bills        | 13-3-0  | Porážka v Super Bowlu XXV           |
| 1991                 | Buffalo Bills        | 13-3-0  | Porážka v Super Bowlu XXVI          |
| 1992                 | Miami Dolphins       | 11-5-0  | Porážka v AFC Championship Game     |
| 1993                 | Buffalo Bills        | 12-4-0  | Porážka v Super Bowlu XXVIII        |
| 1994                 | Miami Dolphins       | 10-6-0  | Porážka v AFC Divisional Play-off   |
| 1995                 | Buffalo Bills        | 10-6-0  | Porážka v AFC Divisional Play-off   |
| 1996                 | New England Patriots | 11-5-0  | Porážka v Super Bowlu XXXI          |
| 1997                 | New England Patriots | 10-6-0  | Porážka v AFC Divisional Play-off   |
| 1998                 | New York Jets        | 12-4-0  | Porážka v AFC Championship Game     |
| 1999                 | Indianapolis Colts   | 13-3-0  | Porážka v AFC Divisional Play-off   |
| 2000                 | Miami Dolphins       | 11-5-0  | Porážka v AFC Divisional Play-off   |
| 2001                 | New England Patriots | 11-5-0  | Vítězství v Super Bowlu XXXVI       |
| 2002                 | New York Jets        | 9-7-0   | Porážka v AFC Divisional Play-off   |
| 2003                 | New England Patriots | 14-2-0  | Vítězství v Super Bowlu XXXVIII     |
| 2004                 | New England Patriots | 14-2-0  | Vítězství v Super Bowlu XXXIX       |
| 2005                 | New England Patriots | 10-6-0  | Porážka v AFC Divisional Play-off   |
| 2006                 | New England Patriots | 12-4-0  | Porážka v AFC Championship Game     |
| 2007                 | New England Patriots | 16-0-0  | Porážka v Super Bowlu XLII          |
| 2008                 | Miami Dolphins       | 11-5-0  | Porážka v AFC Wild Card Play-off    |
| 2009                 | New England Patriots | 10-6-0  | Porážka v AFC Wild Card Play-off    |
| 2010                 | New England Patriots | 14-2-0  | Porážka v AFC Divisional Play-off   |
| 2011                 | New England Patriots | 13-3-0  | Porážka v Super Bowlu XLVI          |
| 2012                 | New England Patriots | 12-4-0  | Porážka v AFC Championship Game     |
| 2013                 | New England Patriots | 12-4-0  | Porážka v AFC Championship Game     |
| 2014                 | New England Patriots | 12-4-0  | Vítězství v Super Bowlu XLIX        |
| 2015                 | New England Patriots | 12-4-0  | Porážka v AFC Championship Game     |
| 2016                 | New England Patriots | 14-2-0  | Vítězství v Super Bowlu LI          |
| 2017                 | New England Patriots | 13-3-0  | Porážka v Super Bowlu LII           |
| 2018                 | New England Patriots | 11-5-0  | Vítězství v Super Bowlu LIII        |
| 2019                 | New England Patriots | 12-4-0  | Porážka v AFC Wild Card Play-off    |
| 2020                 | Buffalo Bills        | 13-3-0  | Porážka v AFC Championship Game     |

& Patriots i Bills dosahují stejné bilance 7-6-1. V dodatečném zápase vítězí Patriots a získávají právo zastupovat Eastern Division ve finále AFL.
+ Stávka hráčů zredukovala sezónu na 9 zápasů, z toho důvodu vedení ligy zorganizovalo speciální „turnaj“ pouze pro tento rok. Pořadí v divizi nebylo formálně uznáno, i když každá divize musela vyslat alespoň jeden tým do play-off. 

## Divoká karta
| Sezóna               | Tým                                               | Bilance       | Výsledek v play-off                                                                                 |
| -------------------- | ------------------------------------------------- | ------------- | --------------------------------------------------------------------------------------------------- |
| AFL Eastern Division |                                                   |               | |
| 1969                 | Houston Oilers                                    | 6-6-2         | Porážka v Inter-Divisional Play-off                                                                 |
| AFC East             |                                                   |               | |
| 1970                 | Miami Dolphins                                    | 10-4-0        | Porážka v AFC Divisional Play-off                                                                   |
| 1971                 | Baltimore Colts                                   | 10-4-0        | Porážka v AFC Championship Game                                                                     |
| 1974                 | Buffalo Bills                                     | 9-5-0         | Porážka v AFC Divisional Play-off                                                                   |
| 1976                 | New England Patriots                              | 11-3-0        | Porážka v AFC Divisional Play-off                                                                   |
| 1978                 | Miami Dolphins                                    | 11-5-0        | Porážka v AFC Wild Card Play-off                                                                    |
| 1981                 | New York Jets Buffalo Bills                       | 10-5-1 10-6-0 | Porážka v AFC Wild Card Play-off Porážka v AFC Divisional Play-off                                  |
| 1982+                | New York Jets New England Patriots                | 6-3-0 5-4-0   | Porážka v AFC Championship Game Porážka v AFC First Round                                           |
| 1985                 | New York Jets New England Patriots                | 11-5-0        | Porážka v AFC Wild Card Play-off Porážka v Super Bowlu XX                                           |
| 1986                 | New York Jets                                     | 10-6-0        | Porážka v AFC Divisional Play-off                                                                   |
| 1990                 | Miami Dolphins                                    | 12-4-0        | Porážka v AFC Divisional Play-off                                                                   |
| 1991                 | New York Jets                                     | 8-8-0         | Porážka v AFC Wild Card Play-off                                                                    |
| 1992                 | Buffalo Bills                                     | 11-5-0        | Porážka v Super Bowlu XXVII                                                                         |
| 1994                 | New England Patriots                              | 10-6-0        | Porážka v AFC Wild Card Play-off                                                                    |
| 1995                 | Indianapolis Colts Miami Dolphins                 | 9-7-0         | Porážka v AFC Championship Game Porážka v AFC Wild Card Play-off                                    |
| 1996                 | Buffalo Bills Indianapolis Colts                  | 10-6-0 9-7-0  | Porážka v AFC Wild Card Play-off Porážka v AFC Wild Card Play-off                                   |
| 1997                 | Miami Dolphins                                    | 9-7-0         | Porážka v AFC Wild Card Play-off                                                                    |
| 1998                 | Buffalo Bills Miami Dolphins New England Patriots | 10-6-0 9-7-0  | Porážka v AFC Wild Card Play-off Porážka v AFC Divisional Play-off Porážka v AFC Wild Card Play-off |
| 1999                 | Buffalo Bills Miami Dolphins                      | 11-5-0 9-7-0  | Porážka v AFC Wild Card Play-off Porážka v AFC Divisional Play-off                                  |
| 2000                 | Indianapolis Colts                                | 10-6-0        | Porážka v AFC Wild Card Play-off                                                                    |
| 2001                 | Miami Dolphins New York Jets                      | 11-5-0 10-6-0 | Porážka v AFC Wild Card Play-off                                                                    |
| 2004                 | New York Jets                                     | 10-6-0        | Porážka v AFC Divisional Play-off                                                                   |
| 2006                 | New York Jets                                     | 10-6-0        | Porážka v AFC Wild Card Play-off                                                                    |
| 2009                 | New York Jets                                     | 9-7-0         | Porážka v AFC Championship Game                                                                     |
| 2010                 | New York Jets                                     | 11-5-0        | Porážka v AFC Championship Game                                                                     |
| 2016                 | Miami Dolphins                                    | 10-6-0        | Porážka v AFC Wild Card Play-off                                                                    |
| 2017                 | Buffalo Bills                                     | 9-7-0         | Porážka v AFC Wild Card Play-off                                                                    |
| 2019                 | Buffalo Bills                                     | 10-6-0        | Porážka v AFC Wild Card Play-off                                                                    |

## Celkem v play-off
Výsledky Colts a Titans jsou započítány pouze z doby, kdy týmy hrály v této divizi.
| Tým                           | Divizní šampión | Účast v play-off | Titul v AFL | Šampion Konference | Vítězství/Účasti v Super Bowlu |
| ----------------------------- | --------------- | ---------------- | ----------- | ------------------ | ------------------------------ |
| New England Patriots          | 20              | 27               | 0           | 11                 | 6                              |
| Miami Dolphins                | 14              | 23               | 0           | 5                  | 2                              |
| Buffalo Bills                 | 111             | 20               | 2           | 4                  | 0                              |
| Baltimore/Indianapolis Colts2 | 6               | 10               | 0           | 0                  | 1                              |
| New York Jets3                | 4               | 14               | 1           | 0                  | 1                              |
| Houston Oilers4               | 4               | 5                | 2           | 0                  | 0                              |

1 Bills podlehli Patriots v roce 1963 v dodatečném utkání.

2 Do roku 1984 pod jménem Baltimore Colts. V roce 2002 přesunuti do AFC South.

3 Vítězí v Super Bowlu V jako člen AFC East.

4 Přesunuti do AFC Central v roce 1970 a do AFC South do 2002. Známí jako Tennessee Oilers mezi roky 1997 - 1998 a Tennessee Titans od roku 1999.